# Vía navegable Volga-Báltico

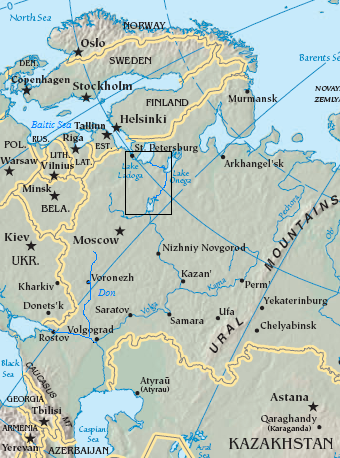
Localización de la vía navegable Volga-Báltico.

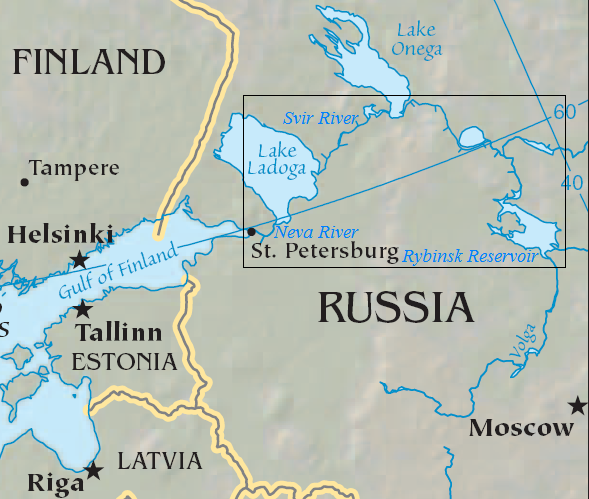
Mapa de la vía navegable Volga-Báltico.

La vía navegable Volga-Báltico (Волго-Балтийский водный путь, Volgo-Baltiski vodni put), antiguamente conocida en parte como sistema del canal Mariinsk (Марии́нская во́дная систе́ма, Mariínskaya vódnaya sistema), es una vía navegable que discurre por un conjunto de ríos, lagos y canales del noroeste de Rusia, que une el río Volga con el mar Báltico. La longitud del recorrido es de aproximadamente 1.100 km, con una profundidad del canal navegable de al menos 4 m, lo que garantiza el paso de buques de hasta 5.000 toneladas. Comienza en el embalse de Rýbinsk, en la ciudad de Cherepovéts, y sigue por el río  Sheksná y el embalse de Sheksná, el lago Béloye, el río  Kovzha, el canal Mariinsk, el río Výtegra, el canal Onega, el lago Onega, el río Svir, el lago Ládoga y el río Nevá. 
El sistema del canal Mariinsk fue construido a principios del siglo XIX y después de la reconstrucción en 1964 para acoger a barcos de mayor tonelaje, recibió su actual nombre.  La vía Volga-Báltico puede continuarse con el canal Mar Blanco-Báltico, que conecta el lago Onega con el mar Blanco.

## Historia
Tras haber capturado Pedro el Grande el golfo de Finlandia a Suecia, se hizo necesario asegurar la seguridad del transporte fluvial con la Rusia interior. Este era el objetivo del primer sistema de canales de Vyshni Volochok, construido en 1709. Sería continuado por el ambicioso proyecto del canal Ládoga.
Bajo el zar Alejandro I, la vía navegable tradicional que pasaba por Vyshni Volochok fue completada por el canal Tijvin (1811) y el sistema de canales de Mariinsk, que se convirtió en el más frecuentado de los tres.
El sistema de canales Mariinsk fue una obra hidrotécnica remarcable de principios del siglo XIX, que cobrará una importancia vital para la economía nacional rusa. El sistema comenzaba en Rýbinsk, siguiendo a continuación el Sheksná, el lago Béloye, el río Kovzha, el canal artificial Novomariinski y el Výtegra hasta el lago Onega. Tras este lago, los bajeles continuaban por el Svir, el lago Ládoga y el Nevá hasta el golfo de Finlandia.
El canal del Dviná Septentrional fue abierto al tráfico en 1829. Unía el río Sheksná, un afluente del Volga al Dviná septentrional por el lago Kúbenskoye, y finalizaba en el mar Blanco. En el curso de las siguientes décadas, el sistema sería extendido. A finales del siglo XIX, tres nuevos canales, el Belozerski, Onezhski y Novoládozhski, fueron puestos en funcionamiento, permitiendo a las embarcaciones más pequeñas evitar las peligrosas aguas de los tres grandes lagos.
Se abrió otra conexión en los años de 1930: el canal del Mar Blanco, construido por prisioneros del Gulag entre el lago Onega y el mar Blanco.
Durante la época soviética, el sistema de canales fue constantemente mejorado. Se habilitaron dos esclusas en el río Svir (1936 y 1952), y tres esclusas más sobre el río Sheksná. La vía navegable Volga-Báltico fue considerablemente transformada por los trabajos realizados de 1960 a 1964. El 5 de junio de 1964 fue inaugurada la nueva vía navegable Volga-Báltico: 39 viejas esclusas de madera habían sido sustituidas por siete esclusas nuevas. Sus dimensiones mínimas de las esclusas son 210 m de longitud, 17,6 m de anchura y 4,2 m de profundidad, lo que permite la navegación de buques con un tonelaje hasta 5.000 toneladas.

## Situación actual

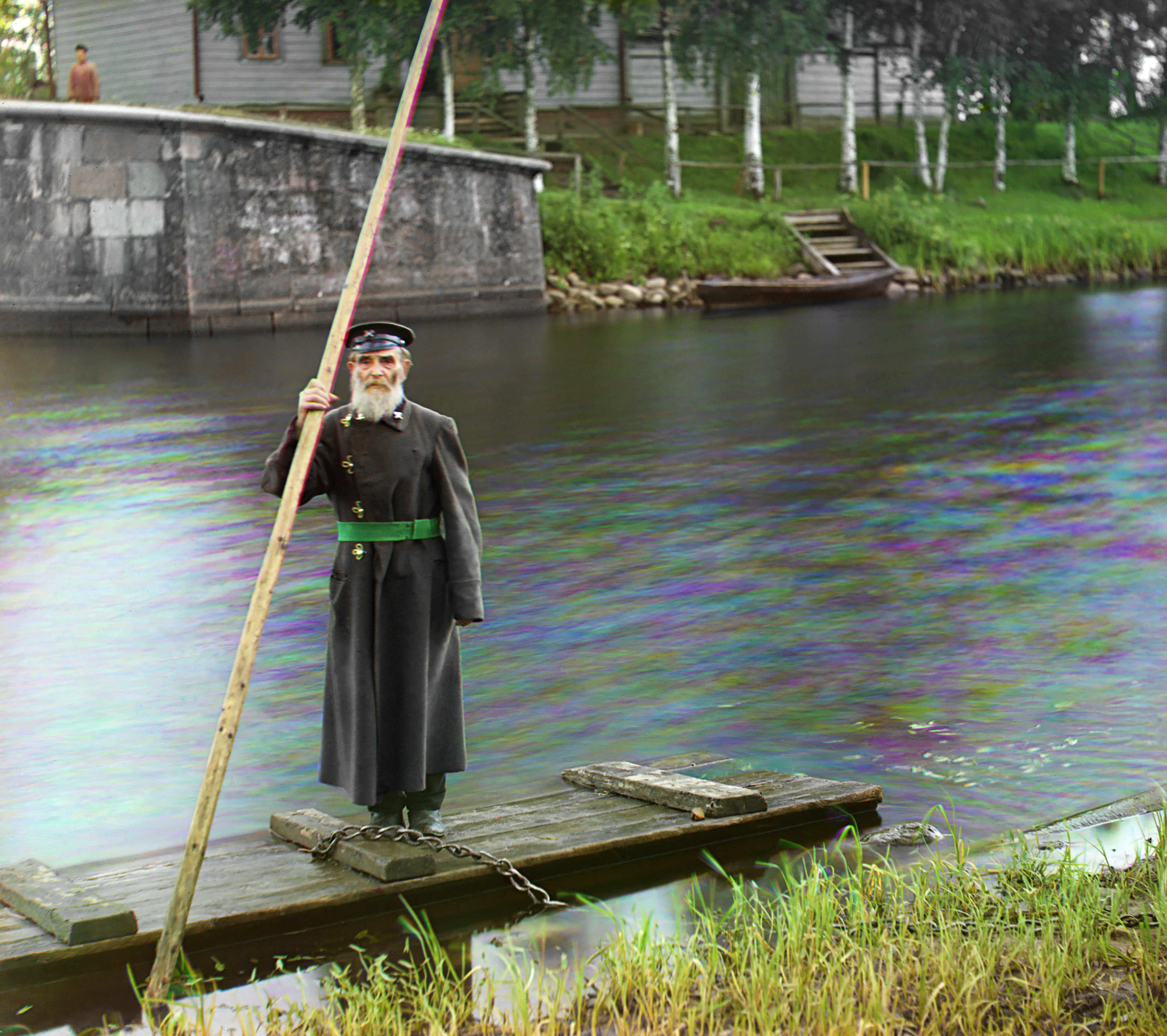
Un empleado supervisando una presa en el sistema de Mariinsk hacia 1910. Fotografía de Serguéi Prokudin-Gorski.

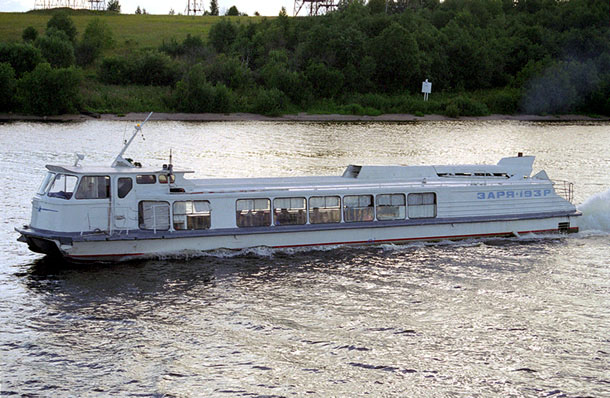
El Zaryá 193R en el río Sheksná, en Cherepovéts.

El canal es activamante utilizado para la exportación de petróleo y de madera así como para el turismo fluvial. Según el Consejo Marítimo (Morskaya Koleguia) del Gobierno ruso, 1736 millones de toneladas de flete han tomado la vía navegable Volga-Báltico en 2004, cifra cercana a su capacidad máxima. La esclusa del Bajo Svir es una de las dos esclusas más activas de todas las vías navegables rusas.
La vía navegable ha sufrido un mantenimiento reducido a lo largo de los últimos años. La falta de drenaje, la profundidad y la anchura no garantizan más que el paso de barcos hasta 4.000 toneladas, y la duración del trayecto ha pasado de 3 a 7 días. Las esclusas también necesitan mantenimiento.